# 사랑은 언제나 어려워
《사랑은 언제나 어려워》(영어: Say It Isn't So)는 미국에서 제작된 J. B. 로저스 감독의 2001년 블랙 코미디 영화이다. 헤더 그레이엄, 크리스 클라인 등이 출연하였고, 보비 패럴리 등이 제작에 참여하였다.
이 영화는 상업적으로 실패했으며 제작비는 2,500만 달러가 소요되었고 흥행 수익은 1,200만 달러 정도에 그쳤다.

## 출연진
- 헤더 그레이엄
- 크리스 클라인
- 올랜도 존스
- 샐리 필드
- 리처드 젱킨스
- 존 로스먼
- 잭 플로트닉
- 에디 시브리언
- 마크 펠러그리노
- 헨리 조
- 리처드 릴리
- 브렌트 브리스코
- 에즈라 버징턴
- 줄리 화이트
- 코트니 펠던
- 린 셰이
- C. 언스트 하스
- 세라 실버먼
- 수잰 서머스 (크레디트 미기재)

## 기타 제작진
- 공동 제작: 마크 S. 피셔, 클렘 프래넥, 개릿 그랜트
- 배역: 낸시 포이
- 미술: 시드니 J. 바살러뮤 주니어
- 의상: 리사 젠슨